# Fran Saleški Finžgar
Fran Saleški Finžgar (* 9. Februar 1871 in Doslovče, heute zu Žirovnica gehörend, Region Gorenjsko, dt. Oberkrain; † 2. Juni 1962 in Ljubljana) war ein slowenischer Schriftsteller und römisch-katholischer Priester.

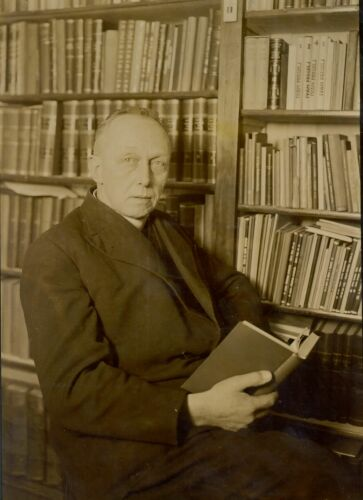
Fran Saleški Finžgar, 1931

## Leben

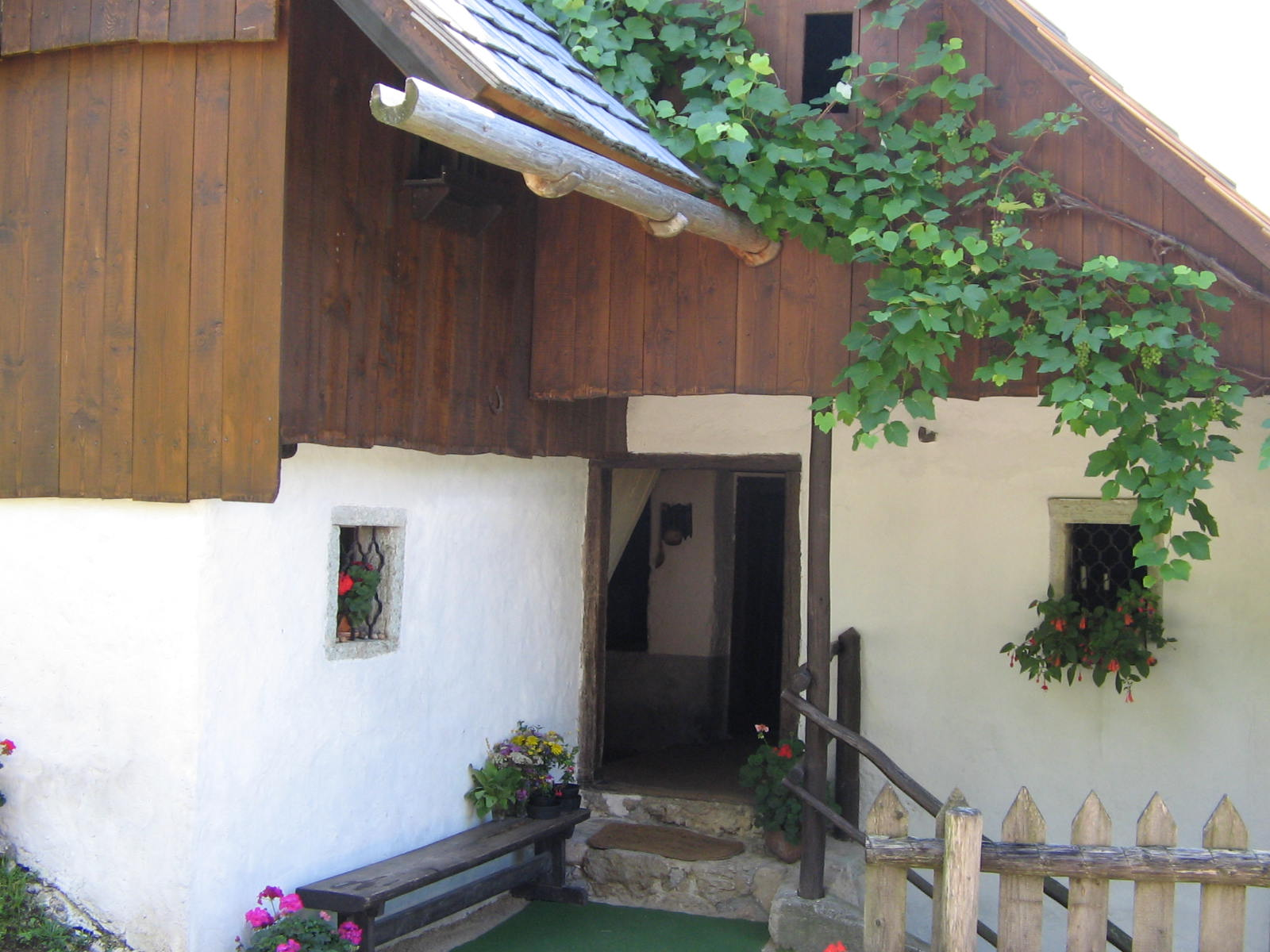
Geburtshaus in Doslovče

Finžgar besuchte die Schule in Radovljica und das Gymnasium in Ljubljana. Hier erwachte sein Interesse für Literatur und erste Arbeiten entstanden. Nach dem Gymnasium studierte Finžgar Theologie in Laibach (jetzt Ljubljana) und wurde 1894 Pfarrer. Er hatte im Laufe seines Lebens die Pfarrstellen in Jesenice, Idrija, Zelimlje, Sora und Trnovo inne. Finžgar arbeitete an verschiedenen Zeitschriften mit, wie Mohorjeva Družba und Mladika. 1918 war er am Sterbebett von Ivan Cankar.
Finžgars Katholizismus verband sich mit slowenischem Nationalismus, was sich einerseits in seinen Werken widerspiegelt, andererseits auch in politischer Tätigkeit äußerte. Er stand den Christlich-Sozialen von Janez E. Krek näher als den Klerikalen um Ivan Šusteršič. Auch in höherem Alter nahm er weiterhin am öffentlichen Leben teil, was ihn während des Zweiten Weltkrieges in Gegensatz zu den Deutschen brachte. Am 9. März 1945 wurde Finžgars Haus in Ljubljana durch einen Bombentreffer völlig zerstört und der Schriftsteller unter den Trümmern begraben, blieb aber wie durch ein Wunder am Leben. Nach dem Krieg, als er kaum noch literarisch arbeitete, war er immer noch politisch aktiv.

## Werke
Finžgar verfasste Gedichte, Volksstücke, Romane und Erzählungen, die die sozialen Veränderungen und Probleme der Landbevölkerung aus katholischer Sicht beschreiben. Sein bekanntestes Werk wurde jedoch der Roman Pod svobodnim soncem (dt. Iztok), ein historischer Roman erschienen 1906/07, der die Kämpfe der slawischen Stämme auf dem Balkan gegen das dekadente Byzantinische Reich beschreibt. Der Roman, der den Einfluss von Sienkiewiczs Mit Feuer und Schwert nicht verleugnen kann, der aber trotz dynamischer Handlung Schwächen in der Komposition und bei der psychologischen Gestaltung der Charaktere aufweist, sowie mit der historischen Wahrheit großzügig umgeht, hatte wohl auch wegen seines slawischen Nationalismus großen Erfolg beim Publikum und wurde in viele Sprachen übersetzt.
Finžgar machte auch Übersetzungen, z. B. übertrug er Peter Rosegger ins Slowenische.
- Gozdarjev sin, Roman 1893
- Zaroka o polnoči, Novelle 1894
- Deteljica, Novelle 1899
- Kvišku, 1899
- Kaj bi bilo vzrok moderni novi struji pa P. L. Coloma in njegov realizem, Essay 1899
- Stara in nova hiša, Roman 1900
- Dovolj pokore, Roman 1901
- Divji lovec. Narodni igrokaz s petjem v štirih dejanjih, 1902
- Iz modernega sveta, Roman 1904
- Dr. France Prešeren, Essay 1904
- Pod svobodnim soncem. Povest davnih dedov, Roman 1906/07 (dt. Iztok. Roman um Justinian und Theodora, 1963)
- Študent naj bo..., 1909
- Naša kri. Igrokaz v štirih dejanjih, 1912
- Dekla Ančka, 1913 (dt. Die Magd Anka, 1959)
- Veriga. Ljudska zgodba v treh dejanjih, 1914
- Prerokovana. Slike iz svetovne vojne, 1915/19
- Dominsvetovci, Essay 1917
- Razvalina življenja. Drama v treh dejanjih, 1921
- Strici, 1927 (dt. Lucia und die Brüder, 1959)
- Ecce homo! Das Noturno eines Kranken, dt. 1931 (Originaltitel Ecce homo!)
- Bursche, das verstehst du nicht! dt. 1933 (Originaltitel Fant, ti tega ne razumes!)
- Die Jagd auf den Auerhahn, dt. 1940 (Originaltitel Nna petelina)
- Gospod Hudournik, 1941
- Mirna pota, 1952
- Iz mladih dni. Zgodbe o živalih, 1953
- Gostač Matevž, 1954
- Leta mojega popotovanja, 1957
- Sieben Bilder für die Fastenzeit, dt. 1957 (Originaltitel Sedem postnih slik)
- Iveri, 1959

## Nachleben
In Doslovče befindet sich ein Finžgar-Museum. 1996 veröffentlichte die Slowenische Post eine Sonderbriefmarke zu Ehren Finžgars. In Ljubljana wurde eine Straße nach ihm benannt.